# Francisco Larroyo
Francisco Larroyo (Jerez, Zacatecas 30 de noviembre de 1908 – Ciudad de México 10 de junio de 1981) fue un filósofo mexicano. Registrado inicialmente como Francisco Luna Arroyo, utilizó en sus publicaciones, por un error tipográfico, el seudónimo Francisco Larroyo, con el que se le conoció de por vida. 

## Biografía
Francisco Larroyo completó su educación secundaria en la Escuela Nacional Preparatoria de San Ildefonso y continuó con sus estudios de educación superior en la Escuela Normal Superior, donde se graduó como maestro normalista en 1930. Ese mismo año, ingresó a la Escuela de Estudios Superiores, iniciando su formación filosófica influenciada por dos corrientes principales: la filosofía de Antonio Caso y el idealismo de Ezequiel A. Chávez. 
Bajo la influencia de Caso, Larroyo y sus compañeros desarrollaron un rechazo al positivismo y un interés en la filosofía alemana, especialmente en los trabajos de Kant, Bergson y Husserl. Dando lugar al resurgimiento de tradiciones, como el neokantismo, que impulsaría al movimiento cultural y filosófico de las décadas de 1930 y 1940. 
Larroyo estudió en Alemania en las Universidades de Berlín y Colonia, gracias a una beca que le otorgó Antonio Caso en 1931, lo que le permitió asistir a las disertaciones de Rickert, Husserl, Messerl, Liebert, y Hessen, y difundir en México la ideas neokantianas de la Escuela de Marburgo. Estuvo en Europa durante tres años y posteriormente la Universidad Nacional Autónoma de México (UNAM) le otorgó los títulos de maestro, doctor en filosofía y maestría en ciencias de la educación en 1936. En ese mismo año, fue nombrado presidente de la Federación Internacional de las Sociedades de Filosofía y delegado de México en la Conferencia General de la ONU para la educación, la ciencia y la cultura, lo que le permitió organizar distintas actividades tales como el XIII Congreso Internacional de Filosofía, que enriqueció la vida cultural y académica de la Facultad de Filosofía y Bellas Artes. Sus tesis de grado fueron "La Filosofía de los Valores", "Los Principios de la Ética Social", y “Los fundamentos de la escuela unificada”, en los que fundamentó su posición filosófica.
Fundó el Círculo de Amigos de la Filosofía Crítica y la publicación de la Gaceta Filosófica en 1937, que fue un vehículo de propagación e intercambio de ideas sobre su tendencia filosófica y donde se realizaron diversos análisis sobre la realidad social de México y América. Latina.
Larroyo fue docente de la Escuela Nacional Preparatoria y de la Facultad de Filosofía y Letras de la UNAM. Fue coordinador del área de humanidades en la UNAM en 1942, y en 1945 formó parte del cuerpo docente que fundó la Escuela Normal Superior. También participó en la fundación de la Escuela Nacional para Maestras de Jardines de Niños (ENMJN), y se desempeñó como director de educación superior de la Secretaría de Educación Pública (SEP) en 1947. En 1948, fue nombrado presidente de la Comisión Nacional de Libros de Texto Gratuitos (Conaliteg) y director del Instituto Nacional de Pedagogía. 
En 1954 abandonó la SEP para aceptar el contrato como profesor de tiempo completo en la UNAM. Al año siguiente, defendió una reforma académica de la Facultad de Filosofía y Letras (FFyL), logrando modernizar la vida intelectual de este plantel. Asimismo, fue presidente de la Comisión Docente del Consejo Universitario en 1958 y, director de Filosofía y Letras de 1958 a 1966. Fue elegido presidente del Comité Organizador del XIII Congreso Internacional de Filosofía con sede en la Ciudad de México que tuvo lugar en septiembre de 1963.

[…] la filosofía es una fundamentación, una reflexión crítica sobre la cultura y sus valores.
(Francisco Larroyo)

Para Larroyo, la filosofía debería centrarse en el estudio de los valores, especialmente los de las diferentes formas culturales. Entre sus trabajos, se destacan aquellos sobre la historia de la filosofía latinoamericana y la filosofía de la educación. Realizó una notable tarea editorial, impulsando la difusión y organización del conocimiento pedagógico en México. Como portador de un firme capital cultural, su obra escrita se caracterizó por la integración y unidad de todo un sistema filosófico neokantiano desde que partió de la ética y la lógica, altamente discursivo y dialéctico. Posteriormente, de 1942 a 1950, se volvió ágil en la descripción. En los años cincuenta su pensamiento estaba lleno de imágenes, desde el existencialismo hasta la filosofía americana. Finalmente, en los años sesenta, se preocupa por lo claro, lo tradicional, lo sencillo y vigoroso.
La obras literarias de Larroyo abarcan la historia de la educación y de la pedagogía, conformada por libros que constituyen materiales de consulta para las generaciones de normalistas y universitarios dedicados a las cuestiones educativas. El interés por estudiar la cultura desde una perspectiva filosófica, pedagógica, y su extensión y expresión de la docencia, siempre fueron prioridades en la trayectoria académica profesional de Larroyo, lo cual explica de las actividades culturales que promovió, y la extensión de sus obras.

## Obras
Entre sus obras se cuentan:
| Título de la obra                                                        | Año de publicación                                                      |
| ------------------------------------------------------------------------ | ----------------------------------------------------------------------- |
| Los principios de la ética social                                        | (1934) – primer libro en ofrecer un fundamento neokantiano de la moral. |
| La filosofía de los valores                                              | (1936)                                                                  |
| El mundo del socialismo                                                  | (1937)                                                                  |
| El romanticismo filosófico                                               | (1941)                                                                  |
| Historia general de la pedagogía                                         | (1944)                                                                  |
| Historia de la filosofía en Norteamérica                                 | (1946)                                                                  |
| Historia comparada de la educación en México                             | (1947)                                                                  |
| La ciencia de la educación                                               | (1949)                                                                  |
| El existencialismo. Sus fuentes y direcciones                            | (1951)                                                                  |
| Historia general de la pedagogía: especial consideración de Iberoamérica | (1953)                                                                  |
| Lecciones de lógica y ética                                              | (1957)                                                                  |
| Vida y profesión del pedagogo                                            | (1958)                                                                  |
| La filosofía americana                                                   | (1958)                                                                  |
| La filosofía americana. Su razón y sinrazón de ser                       | (1958)                                                                  |
| Tipos históricos de filosofar en América                                 | (1959)                                                                  |
| La filosofía de la educación en Latinoamérica                            | (1961)                                                                  |
| La antropología concreta                                                 | (1963)                                                                  |
| Psicología integral                                                      | (1964)                                                                  |
| Pedagogía de la enseñanza superior                                       | (1964)                                                                  |
| Sistema e historia de las doctrinas filosóficas                          | (1968)                                                                  |
| Historia de las doctrinas filosóficas en Latinoamérica                   | (1968)                                                                  |
| El positivismo lógico. Pro y contra                                      | (1968)                                                                  |
| Sistema e historia de las doctrinas filosóficas                          | (1968)                                                                  |
| Introducción a la filosofía de la cultura                                | (1971)                                                                  |
| Lógica y metodología de las ciencias: exposición programada              | (1972)                                                                  |
| Sistema de la filosofía de la educación                                  | (1973)                                                                  |
| Filosofía de las matemáticas                                             | (1976)                                                                  |
| La filosofía Iberoamericana                                              | (1977)                                                                  |
| La lógica de las ciencias                                                | (1979)                                                                  |
| Didáctica general contemporánea                                          | (1979)                                                                  |
| Diccionario Porrúa de pedagogía y ciencias de la educación               | (1982)                                                                  |